# Sojuz TM-14
Sojuz TM-14 (ryska: Союз ТM-14) var den första bemannade flygningen i det ryska rymdprogrammet. Flygningen gick till rymdstationen Mir. Farkosten sköts upp med en Sojuz-U2-raket från Kosmodromen i Bajkonur den 17 mars 1992. Den dockade med rymdstationen den 19 mars 1992. Farkosten lämnade rymdstationen den 9 augusti 1992. Några timmar senare återinträdde den i jordens atmosfär och landade i Kazakstan.
Vid landningen landade återinträdeskapseln upp och ner.